# Czarni Szczecin
Czarni Szczecin – polski klub piłkarski z siedzibą w Szczecinie. Założony został w 1953, jednak w 1989 został rozwiązany. W 2017 roku został reaktywowany i od tego czasu gra na poziomie A klasy.

## Historia
Klub kilkukrotnie bezskutecznie walczył w barażach o awans do II ligi: 1958, 1961, 1962, 1962/63, 1964/65.
Pozycje w III lidze:
- 1966/67 – grupa IV (poznańska) – 12. miejsce
- 1971/72 – grupa IV (poznańska) – 12
- 1972/73 – grupa IV (poznańska) – 14

W roku 1989 decyzją ówczesnych władz został rozwiązany. Reaktywacja nastąpiła w roku 2017. Obecnie klub występuje w grupie 4 klasy A Zachodniopomorskiego Związku Piłki Nożnej.
Pozycje w A klasie:
- 2019/20 – grupa Szczecin III – 3[1]
- 2020/21 – grupa zachodniopomorska IV – 9[2]
- 2021/22 – grupa zachodniopomorska III – 6[3]
- 2022/23 – grupa zachodniopomorska IV – 8[4]
- 2023/24 – grupa zachodniopomorska II – 3[5]